# Der alte Hildebrand
Der alte Hildebrand ist ein Schwank (ATU 1360C). Er steht in den Kinder- und Hausmärchen der Brüder Grimm ab der 2. Auflage von 1819 an Stelle 95 (KHM 95) auf Österreichisch. Er gelangte auch in Ernst Heinrich Meiers Deutsche Volksmärchen aus Schwaben, 1852 als Nr. 41 Der Müller Hildebrand.

## Inhalt
Der Pfarrer rät einer Bäuerin, damit sie zu zweit allein sein können, soll sie sich krank stellen. Er hält sonntags vor ihrem Mann eine Predigt, dass man kranke Angehörige heilen kann durch eine Wallfahrt auf den Göckerliberg. Der Streich gelingt, doch der Bauer trifft unterwegs seinen Taufpaten. Der errät, was los ist, und trägt ihn in seinem Eierkorb versteckt zu seiner Frau zurück und bittet um Herberge. Als Bäuerin und Pfarrer im Dialog zu singen anfangen, singen die zwei anderen zurück, und der Bauer jagt den Pfarrer davon.

## Grimms Anmerkung

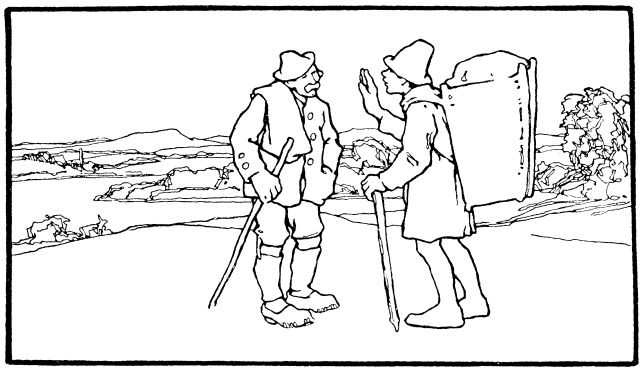
Illustration von Otto Ubbelohde, 1909

Grimms Anmerkung nennt als Herkunft „Aus dem Österreichischen, wo er auch der alte Ofenbrand heißt.“ In einer deutschböhmischen Variante lässt die Frau den Mann mit dem Korb erst ein, als er sagt: „So mag der ehrwürdige Herr drinnen ein gut Wort für mich einlegen.“ Er legt sich auf den Ofen und stellt sich schlafend. Die Frau holt einen großen Becher, erst singt der Pfarrer zum Trinken, sie antwortet, dann soll der mit dem Korb, zuletzt singt Hildebrand und jagt sie fort:
„ich hab einen Boten ausgesandt, Alleluja !
auf Badua in Wällischland, Kyrieeleison !“
„ich habe ihm drei Gulden Geld gegeben, A. !
und zwei Laib Brot daneben, K. !“
„Dort steht meine Butte an der Wand, A. !
Drin sitzt der alte Hildebrand, K. !“
„Jetzt muß ich aussesteigen, A. !
kann ja nimmer drinne bleiben, K. !“
In einer „Erzählung aus Hessen“ schickt die Frau ihren kleinen schwarzen Hildebrand ins Tellerland, der Pfarrer gibt sein Pferd und hundert Taler mit. Der Pate bringt ihn im Korb zurück und fragt die Frau nach ihm, worauf Frau, Pfarrer, Pate und Hildebrand nacheinander singen:
„ich hab meinen Mann wohl ausgesandt
in das Tif-Taf-Tellerland.“
„Ich hab ihn gegeben ein braunes Pferd
und hundert Taler auf den Weg.“
„ach du lieber Hildebrand,
in der Kötze an der Wand.“
„ich kann nicht länger stille schweigen,
ich muß aus meiner Kötze steigen.“
Grimms vergleichen die untreue Frau Ute im Hildebrandslied „S. 77“, Penelope bei Odysseus, KHM 38 Die Hochzeit der Frau Füchsin, „Münster. Sagen S. 215“, Meier Nr. 41, Pröhle Kinderm. Nr. 63.

## Vergleiche

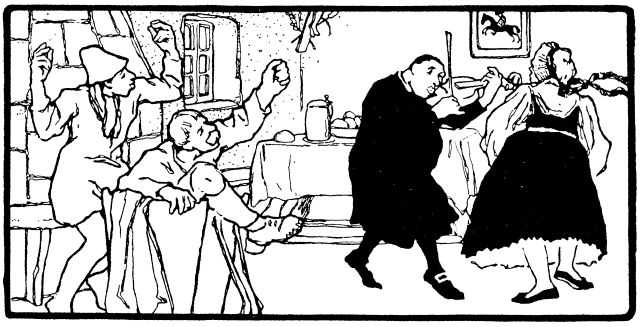
Illustration von Otto Ubbelohde, 1909

Der Schwank in österreichischer Mundart ist märchenhaft höchstens in dem Eierkorb, worin der Pate den Bauern tragen kann, wobei die Bäuerin keinen Verdacht schöpft. Vergleiche auch KHM 61 Das Bürle und KHM 61a Von dem Schneider, der bald reich wurde.
Ehebrucherzählungen, hier ein sogenannter Ausgleichstyp (der Betrogene obsiegt), sind bei Grimm sonst selten. Der „Göckerliberg“, also Hahn-Berg, ist erfunden und symbolisiert den sorglosen Menschen, vielleicht auch in Anspielung auf den Hahnrei. Die Form des Singemärchens oder der Chantefable lässt eine dramatische Vorlage vermuten. Laut Heinz Rölleke könnte der Text durch Georg Passys Vermittlung aus dem heutigen Burgenland stammen, der „aus Deutschböhmen“ wurde Jacob Grimm wohl 1815 in Wien bekannt.
Der Müller Hildebrand, Nr. 41 in Ernst Heinrich Meiers Deutsche Volksmärchen aus Schwaben, 1852 ist kürzer, laut seiner Anmerkung aus Derendingen. Vgl. später Hans Hildebrand und der Pastor, Nr. 14 in Ulrich Jahns Volksmärchen aus Pommern und Rügen.